# Läbach
Der Läbach ist ein etwa 0,7 Kilometer langer linker und westlicher Zufluss des Aubachs.

## Geographie

### Verlauf
Der Läbach entspringt unterhalb einer Gruppe Ulmen in einem Wiesengebiet. Er passiert dann die ehemalige Bahnstrecke Haiger–Breitscheid, tritt kurz bei der Langenaubacher Grundschule zutage, bevor er in einem Rohr verschwindet. Der Läbach mündet in der Ortsmitte von Langenaubach auf rund 224 Meter über Normalnull, unterhalb der Brücke der Kreisstraße 41 nach Breitscheid von links in den Aubach.

### Zuflüsse
Der Läbach verfügt über keine nennenswerten Zuflüsse.

### Ortschaften
Einzige Ortschaft am Läbach:
- Langenaubach.